# Cerurina marshalli
Cerurina marshalli är en fjärilsart som beskrevs av George Francis Hampson 1910. Cerurina marshalli ingår i släktet Cerurina och familjen tandspinnare. Inga underarter finns listade i Catalogue of Life.